# M19
M19 (NGC 6273) e сферичен звезден куп, разположен в съзвездието Змиеносец. Открит е от Шарл Месие, който същата година го включва в каталога си.
M19 е най-овалният от познатите ни сферични звездни купове. Намира се на 28 000 светлинни години от Слънцето. Купът е най-близкият до ядрото на Галактиката, като е отдалечен само на 5200 св.г. М19 се отдалечава от нас със скорост 146 км/секунда.
М19 е много плътен и богат на звезди. От дистанцията до него се определя, че има линеен диаметър около 65 светлинни години по голямата си ос и абсолютен магнитуд около минус 9.
Най-ярките звезди на М19 са от 14-звездна величина. Според някои учени средната звездна величина на 25 негови члена е около 14,8 и са от тип F5. Само 4 променливи звезди от типа RR от Лира са открити в М19.
М19 лесно се открива, тъй като е на 8° източно от Антарес в Млечния път и има видим магнитуд 6,8. Лесно се разпада на отделни звезди при наблюдение.